# Tebu

Area Tebu (in rossiccio) e Dassa (in arancio)

I Tebu, chiamati anche Toubou, Tubu o Tibbu (in lingua Tebu antica: "Popolo delle rocce;"), sono una popolazione del Sahara, comprendente circa 2 milioni d'individui, che vive sparsa su un'area molto vasta e discontinua tra il nord del Ciad e del Niger e la regione di Cufra, nella Libia sud-orientale.
Si dividono in due popoli strettamente correlati: i Teda o Tedda ed i Daza o Dassa.
I Tebu appartengono alla razza sahariana del ceppo degli Etiopidi, caratterizzata da pelle bruna, alta statura, naso aquilino. La loro lingua appartiene alla famiglia sahariana occidentale.
I Tebu sono pastori nomadi specialmente di dromedari e abitano in grandi tende smontabili e percorrono ampi spazi alla ricerca dei pascoli.
Gli usi familiari e sociali sono strettamente regolati dall'Islam, di cui i Tebu sono nominalmente osservanti ma nella religione si notano ancora tracce dell'antico paganesimo.
Con l'arrivo nel loro territorio degli Arabi, i Tebu furono progressivamente confinati ai margini delle oasi più lontane e, per tale estrema dislocazione, sono una delle popolazioni meno note.
I Tebu sono noti anche come Tabu, Tebu, Tebou, Tibu, Tibbu, Toda, Todga, Todaga, Tubu, Tuda, Tudaga, e Umbararo. I Dazaga sono a volte noti come Gouran (o Gorane, Goran, Gourane), un esonimo arabo. Molti sovrani e altri leader del Chad sono stati Tebu (Gouran), incluso il presidente Goukouni Oueddei.